# Хоральна синагога (Маріуполь, Георгіївська вулиця)
Хоральна синагога — синагога в місті Маріуполь на вулиці Георгіївській, 18. Заснована 1882 року.

## Історія
Єврейська громада у місті Маріуполь почала селитися з 1820-х років, але спершу була нечисельна, тому молилася в найманих приміщеннях. Перший молитовний дім звели на Харлампіївській вулиці 1864 року, а синагога на Георгіївській (під час СРСР — вулиця 1 травня) стала другою у місті. Для неї використали будинок купця Антона Чабаненка (скоріше викупили ділянку у Чебаненка Антона Івановича, купця, міського голови Маріуполя) в 1882 році. Серед ініціаторів заснування синагоги був Йосиф Ілліч (Йосель Еліякимович) Авербах, батько російського офтальмолога Михайла Авербаха, купець 2-ої гільдії, а серед членів Духовного правління були Бєльський, Поляк і Сахаров. Згодом синагога отримала статус «хоральної».
З приходом більшовиків на початку XX століття будівлю синагоги перетворили на спортзал (гімнастичний зал), яким вона залишалася з 1930-х років до початку Другої світової війни.
Деякі джерела стверджують, що синагогу зруйновано під час нацистської окупації Маріуполя під час Другої світової війни.
Після Другої світової війни будівля неодноразово змінювала власників і функції. З 1944 року у будівлі розмістили філіал «Діпромез», який переїхав у власне приміщення в центрі міста на початку 1970-х, а у синагозі розмістився один із корпусів місцевого медичного училища, а після нього тут була вечірня школа. Планувалося розмістити картинну галерею у середині 1980-х років. Тут була школа юних моряків, але її відселили 1988 року через відсутність опалення та аварійність будівлі.
У 1990-х роках дах обвалився під сильним снігом. Від будівлі залишився лише фасад і фундамент.
До 1995 року будівля вважалася комунальною власністю. 2015 року єврейська громада міста подала вже друге прохання про передачу ділянки для відновлення будівлі.
У 2021 році місцева влада розгорнула виставку приурочену до 80-річчя Голокосту в Україні у руїнах синагоги, а саме трагедії в Агробазі, коли розстріляли від 8 до 12 тисяч маріупольських євреїв. 
На початку лютого 2022 року в департаменті культурно-громадського розвитку Маріупольської міськради заявили, що Хоральна синагога може бути внесена до Державного реєстру нерухомих пам'яток України. Крім того, міська рада подала заявку на реставрацію синагоги за програмою Президента України «Велика реставрація». Також Міністерство культури та інформаційної політики України розглядало питання про включення будівлі до реєстру синагог.

## Архітектура
Спершу це була зала, де був кіот для читання Тори та стіл для читання святого Письма. На її місці звели неокласичну цегляну прямокутну будівлю (25м x 20м). Синагогу від пішої частини вулиці відділяла кована решітка, розміщена на високому фундаменті, з колонами, прикрашеними кулями.

## Галерея

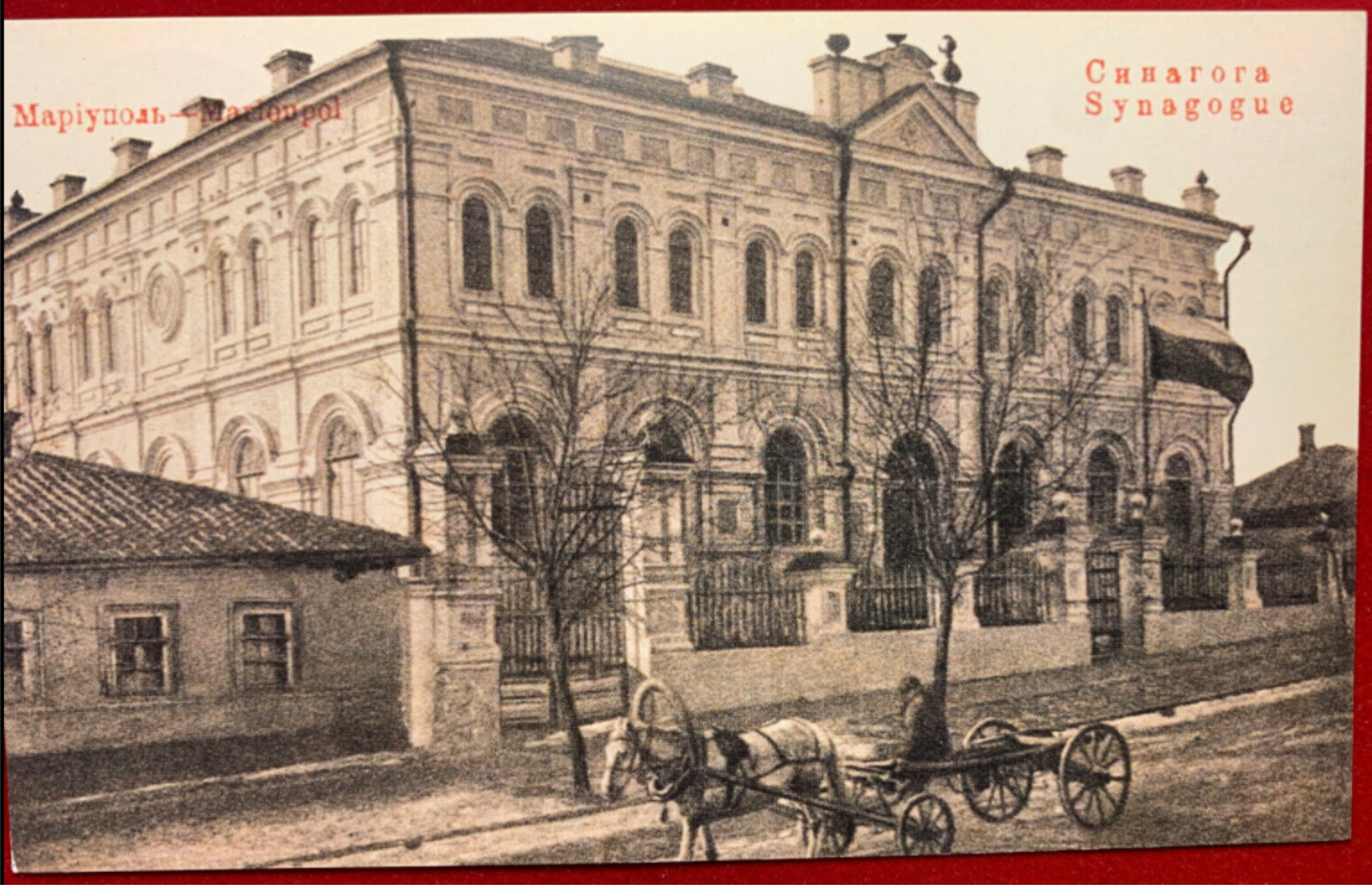
Листівка початку 1900-х років
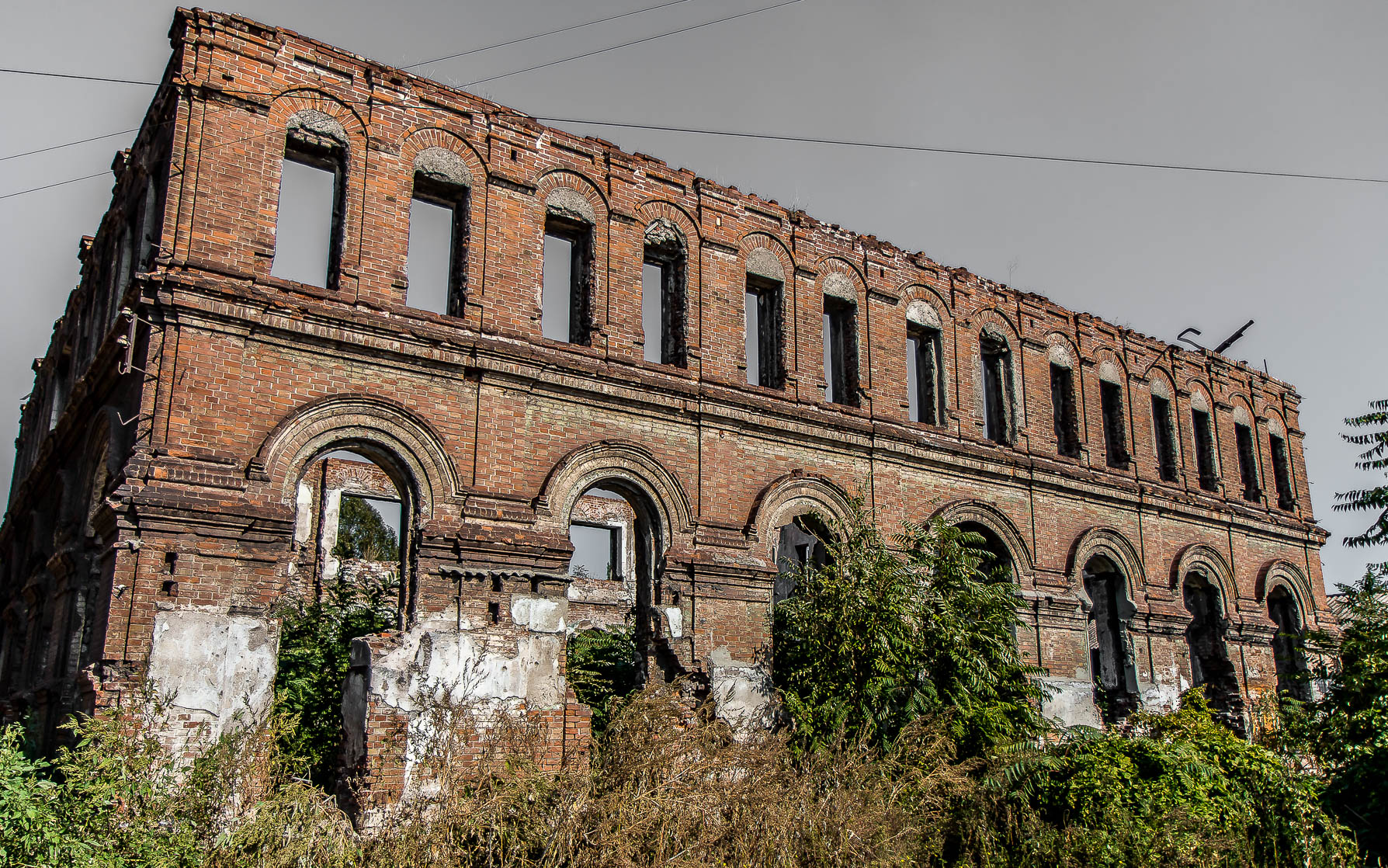
Вид зблизька (жовтень 2014)
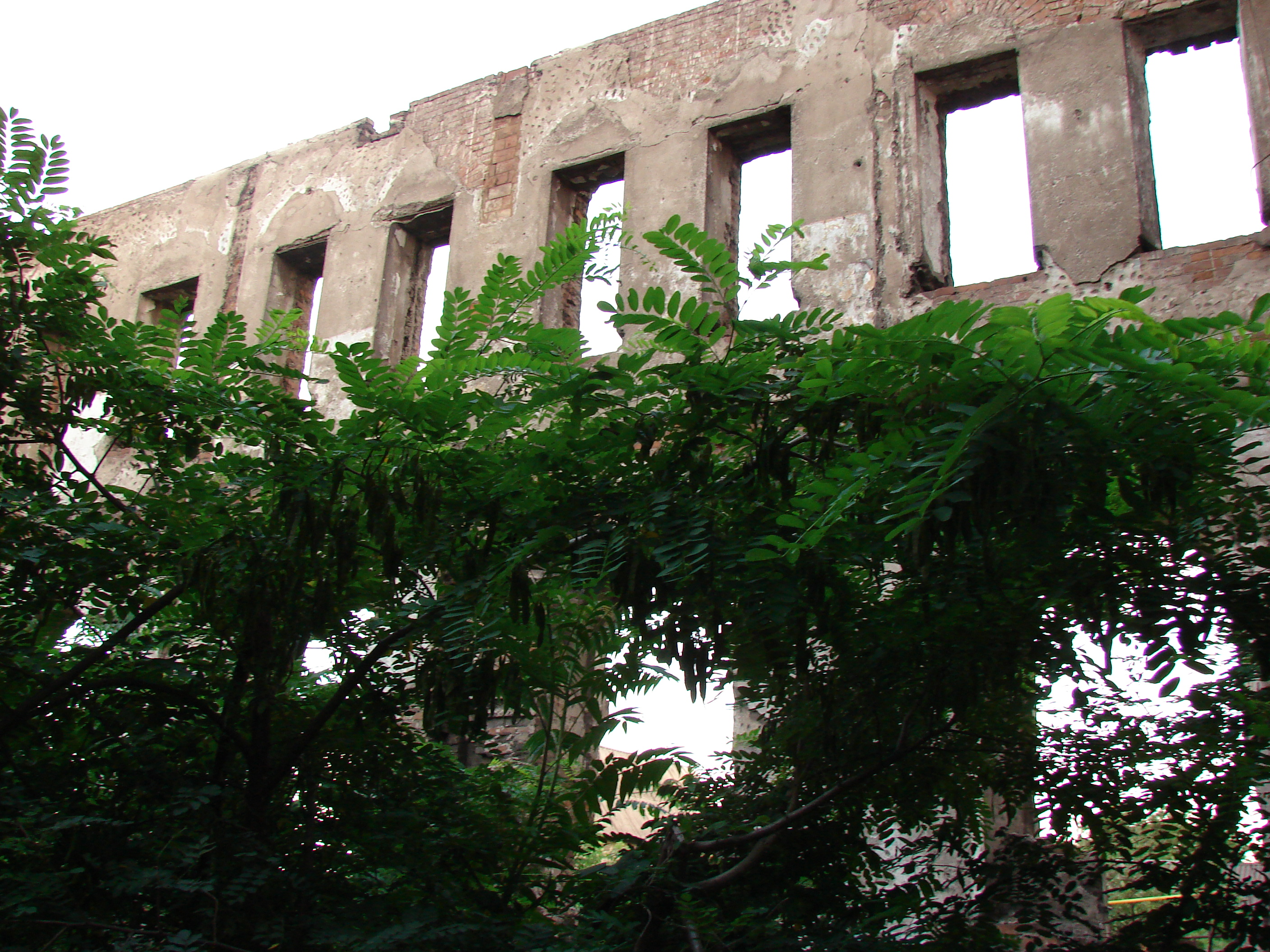
Вид зсередини
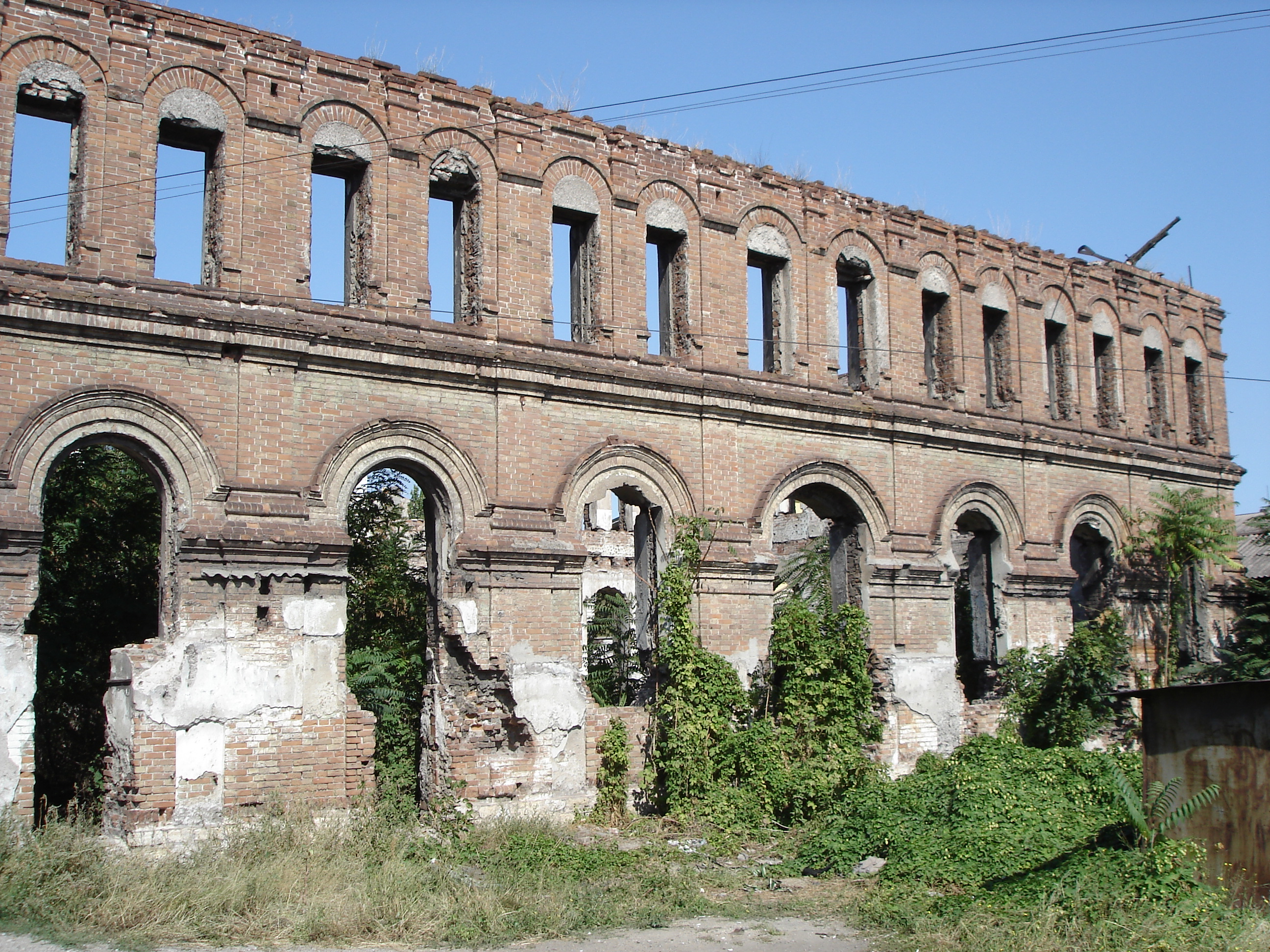
Вид ззаду (вересень 2019)
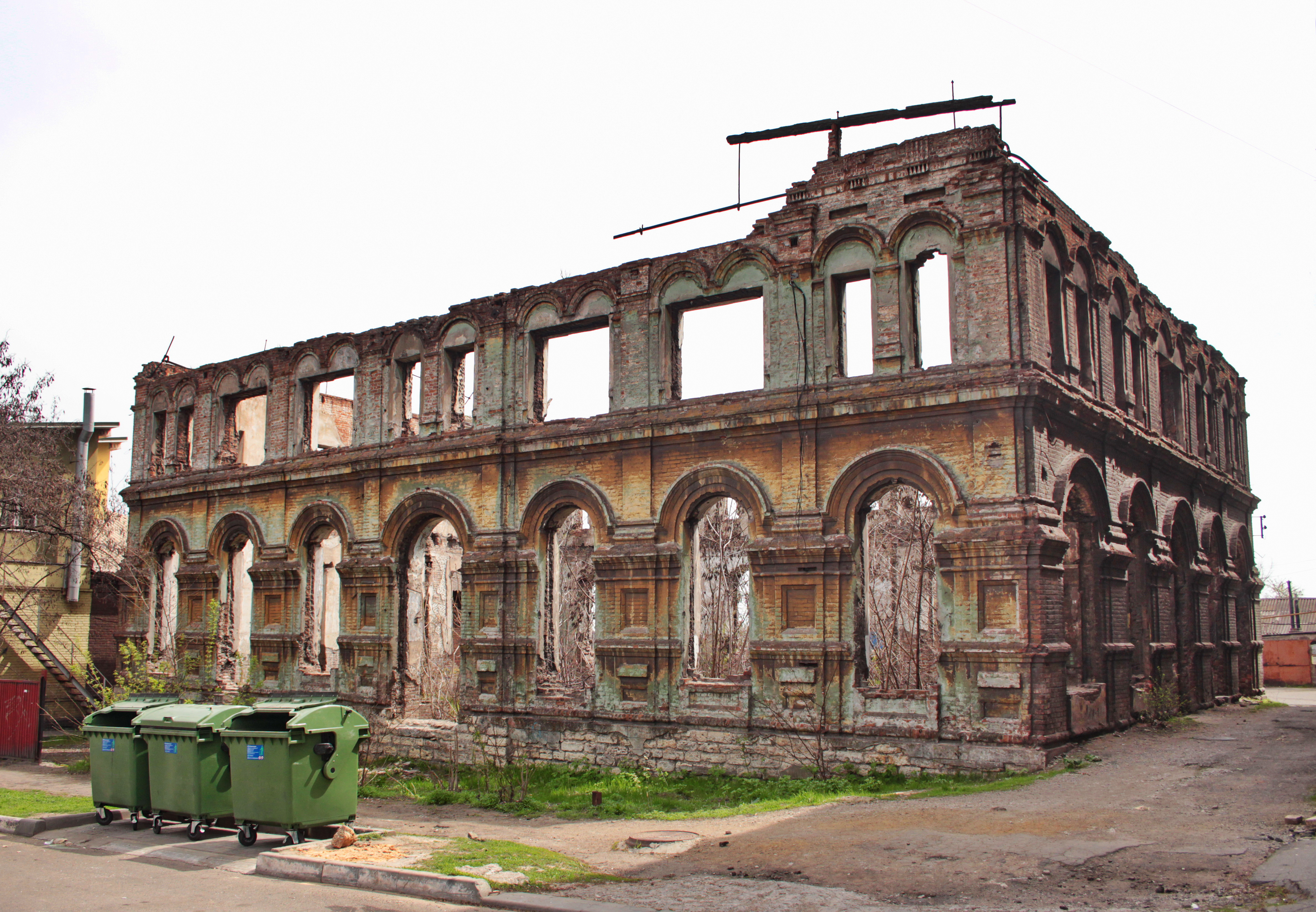
Вид зблизька (травень 2021)

## Виноски
1. 1 2 3 4  В Мариуполе иудеи намерены восстановить разрушенную синагогу [Архівовано 6 березня 2016 у Wayback Machine.]
2. 1 2 3 4 5 6 7 8 9 10  Вікторія Шовчко. Маріупольська синагога. zabytki.in.ua. Процитовано 30.04.2023.
3. 1 2 3 4 5 6  Какая бы дурная погода ни была. Old Mariupol (рос.) . Архів оригіналу за 02.05.2022. Процитовано 30.04.2023.
4. ↑  История ЕО г. Мариуполь [Архівовано 15 березня 2016 у Wayback Machine.]
5. ↑  ПОНОМАРЕВА ИРИНА. Мариуполь. Городские головы (рос.) . Процитовано 30.04.2023.
6. ↑  ПОНОМАРЕВА ИРИНА.  (рос.)  https://cities.blacksea.gr/ru/mariupol/3-3-2-1/. Процитовано 30.04.2023. {{cite web}}: Пропущений або порожній |title= (довідка)
7. 1 2  Старинная синагога в Мариуполе может стать памятником культуры Украины. jewishnews.com.ua (рос.) . Процитовано 30.04.2023.
8. ↑  Mariupol Mayor Holds Holocaust Exhibition in Ancient Choral Synagogue. Federation of the Jewish Communities of the CIS (англ.) . Процитовано 30.04.2023.
9. ↑  На руинах синагоги Мариуполя появилась инсталляция памяти жертв Холокоста (рос.) . 29.10.2021. Процитовано 30.04.2023.
10. ↑  Choral synagogue in Mariupol. Historic Synagogues of Europe. Процитовано 30.04.2023.